# Coleman Lindsey
Isaac Coleman Lindsey (* 12. Oktober 1892 im Webster Parish, Louisiana; † 15. November 1968 in Baton Rouge, Louisiana) war ein US-amerikanischer Politiker. In den Jahren 1939 und 1940 war er kommissarischer Vizegouverneur des Bundesstaates Louisiana.

## Werdegang
Der im heutigen Allen Parish geborene Coleman Lindsey wuchs auf der Farm seiner Großeltern auf und besuchte die öffentlichen Schulen seiner Heimat sowie die Oakdale High School. Danach unterrichtete er zeitweise als Lehrer.  Nach einem anschließenden Jurastudium an der Louisiana State University und seiner 1921 erfolgten Zulassung als Rechtsanwalt begann er als Jurist zu arbeiten. Gleichzeitig schlug er als Mitglied der Demokratischen Partei eine politische Laufbahn ein. Innerhalb seiner Partei gehörte er auf Staatsebene dem Flügel um Huey Long an. Ab 1922 lebte er in Minden. Zwischen 1924 und 1928 sowie nochmals von 1932 bis 1940 saß er im Senat von Louisiana, wo er auch Vorsitzender einiger Ausschüsse war. 1930 kandidierte er erfolglos für das Amt des Bürgermeisters von Minden. Im Jahr 1939 war Lindsey President Pro Tempore des Staatssenats.
Nach dem Rücktritt von Gouverneur Richard W. Leche wurde Vizegouverneur Earl Long  dessen Nachfolger. Entsprechend der Staatsverfassung übernahm nun der President Pro Tempore des Staatssenats, Coleman Lindsey,  kommissarisch den Posten des Vizegouverneurs, den er bis zum Ende der Amtszeit im Jahr 1940 bekleidete. Dabei war er Stellvertreter des Gouverneurs und offizieller Vorsitzender des Staatssenats. 1940 verzichtete er auf die Möglichkeit einer Wiederwahl. Nach dem Ende seiner Zeit als Vizegouverneur praktizierte er wieder als Anwalt. Später zog er nach Baton Rouge. Von 1950 bis zu seinem Tod war er Richter im 19. Gerichtsbezirk von Louisiana. Er starb am 15. November 1968 in Baton Rouge.